# Ekkehard Schreiber
Ekkehard Schreiber (* 7. Oktober 1941 in Gotha; † 18. März 2008 in Bockwitz (Belgern-Schildau)) war ein deutscher Dirigent und Chordirektor des Gewandhauses zu Leipzig.

## Biografie
Ekkehard Schreiber erhielt seine erste musikalische Ausbildung im Bachchor Eisenach bei Erhard Mauersberger. Er studierte zunächst Posaune in Weimar und Berlin, dann Chorleitung und Musikerziehung in Halle (Saale). Seit 1964 war er als Musiklehrer und Chor- und Orchesterleiter in Bad Langensalza tätig. Er bewirkte in dieser Zeit einen Vertrag zwischen dem Gemeinschaftsorchester, dem Chor und der Rezitatorengruppe der Erweiterten Oberschule Bad Langensalza. 1971 ging er nach Leipzig und wirkte dort zunächst als Musiklehrer einer Polytechnischen Oberschule, später zudem als Chorleiter. 1978 wurde er von der Stadt Leipzig beauftragt, einen städtischen Kinderchor aufzubauen. Er entwickelte dieses Ensemble zu einem überregional geachteten mit hohem musikalischen Anspruch. In Zusammenarbeit mit dem Komponisten Friedrich Schenker uraufführte der Chor unter Schreibers Leitung einige von dessen Werken.
Gewandhauskapellmeister Kurt Masur berief Schreiber mit Beginn der Saison 1982/83 zum Leiter des GewandhausKinderchores, wobei der von ihm gegründete Kinderchor diesen Namen erhielt, der bisherige GewandhausKinderchor zum städtischen Kinderchor wurde. Am 19. November 1983 überbrachte Ekkehard Schreiber und der Gewandhauskinderchor Glückwünsche in Form eines Auftritts zum 20. Jubiläum des Bad Langensalzaer Gemeinschaftsorchesters. Ausschlaggebend für den Chortausch waren auch politische Spannungen zwischen Schreiber und der Stadt Leipzig. In der Folgezeit entwickelte Schreiber den Chor (temporär gemischtstimmiger Kinder- und Jugendchor) zu einem international bekannten und geachteten Ensemble, 1988 erhielt der Chor den Kunstpreis der Stadt Leipzig. Der Chor unternahm unter Schreibers Leitung zahlreiche Gastspiele im Ausland, nach der Wiedervereinigung auch Tourneen durch die alten Bundesländer. Der Kinderchor nahm unter seiner Leitung oder Einstudierung eine große Anzahl Tonträger auf. Mit Beginn der Saison 1992/1993 wurde Schreiber Chordirektor und übernahm zusätzlich die Leitung des GewandhausChores. Die Arbeit mit dem Kinderchor blieb jedoch seine Priorität. 1997 musste er aufgrund einer Kreislauferkrankung seine Arbeit aufgeben. Zwar führte er zunächst noch Teilbereiche der Chorarbeit weiter, wandte sich aber nach und nach vom Gewandhaus ab.
In Bockwitz begann er den Aufbau einer „Kulturscheune“, in der verschiedene kulturelle Ereignisse wie Konzerte stattfanden und leitete für kurze Zeit den Hamburger Carl-Philipp-Emanuel-Bach-Chor. Dieser Teil seines Lebens ist im Dokumentarfilm Das geliebte Moll des Leipziger Regisseurs Philipp J. Neumann von 2001 dokumentiert.